# Megachurch

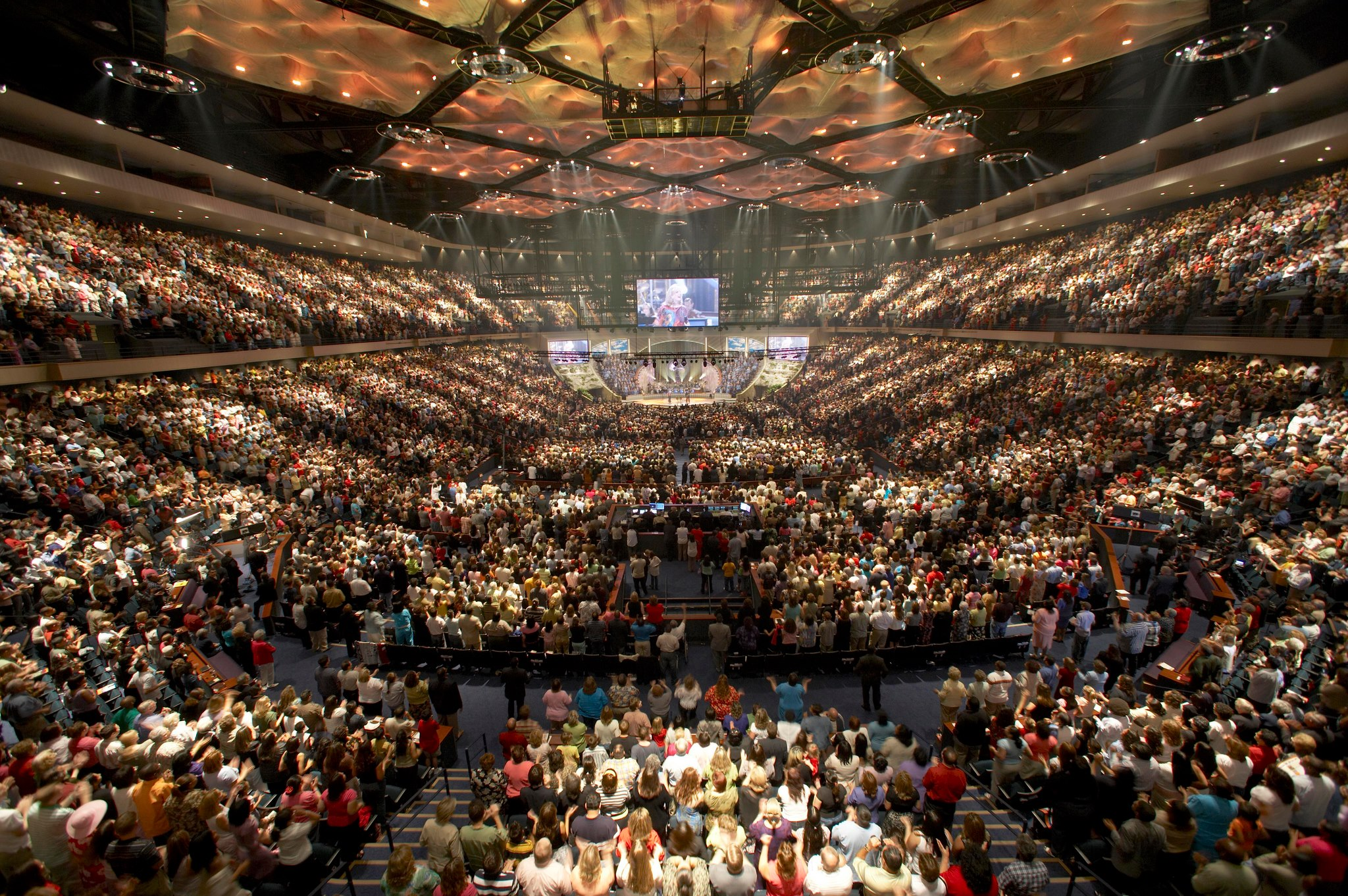
Lakewood Church a Houston

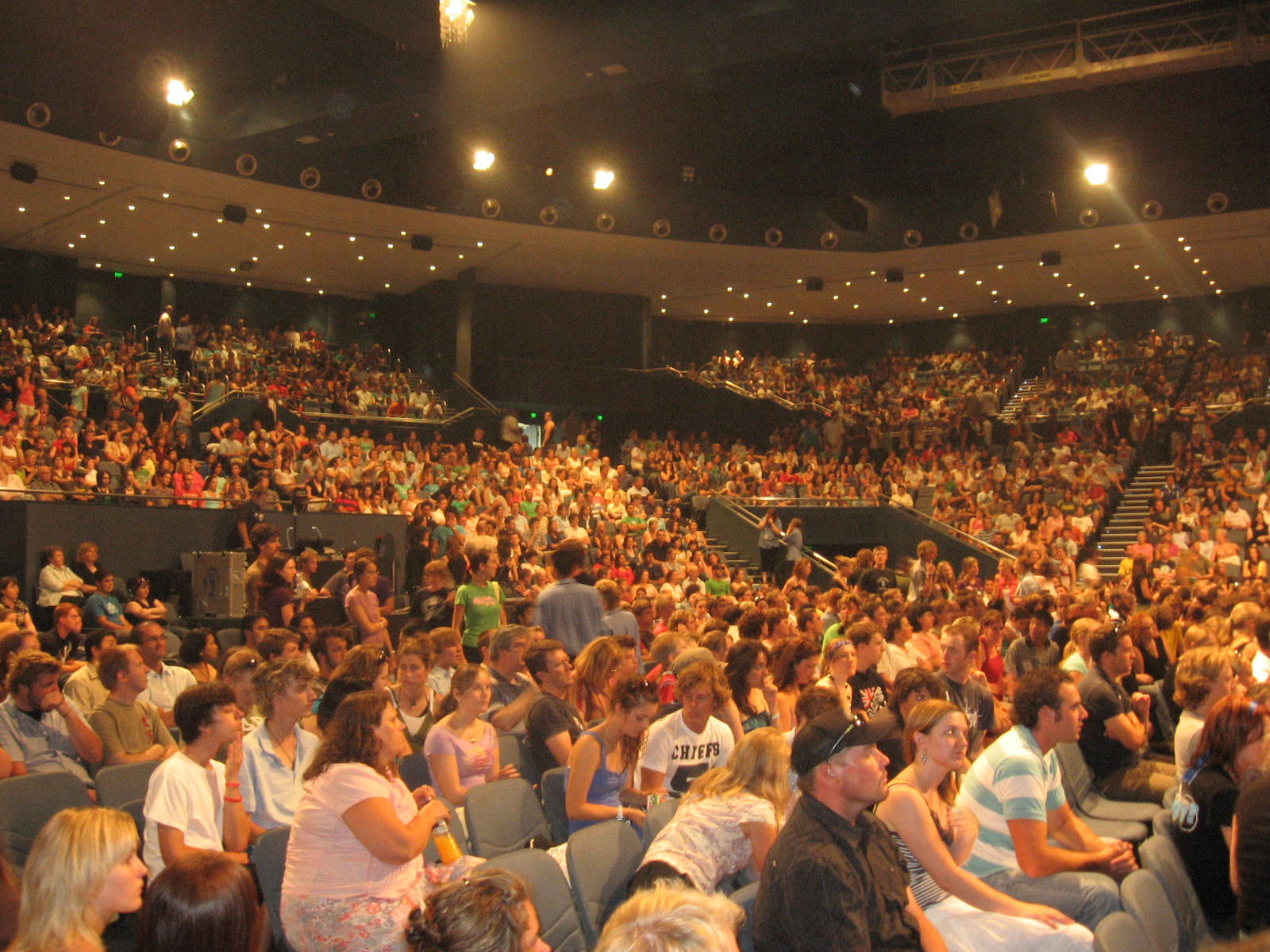
Hillsong Church a Sydney

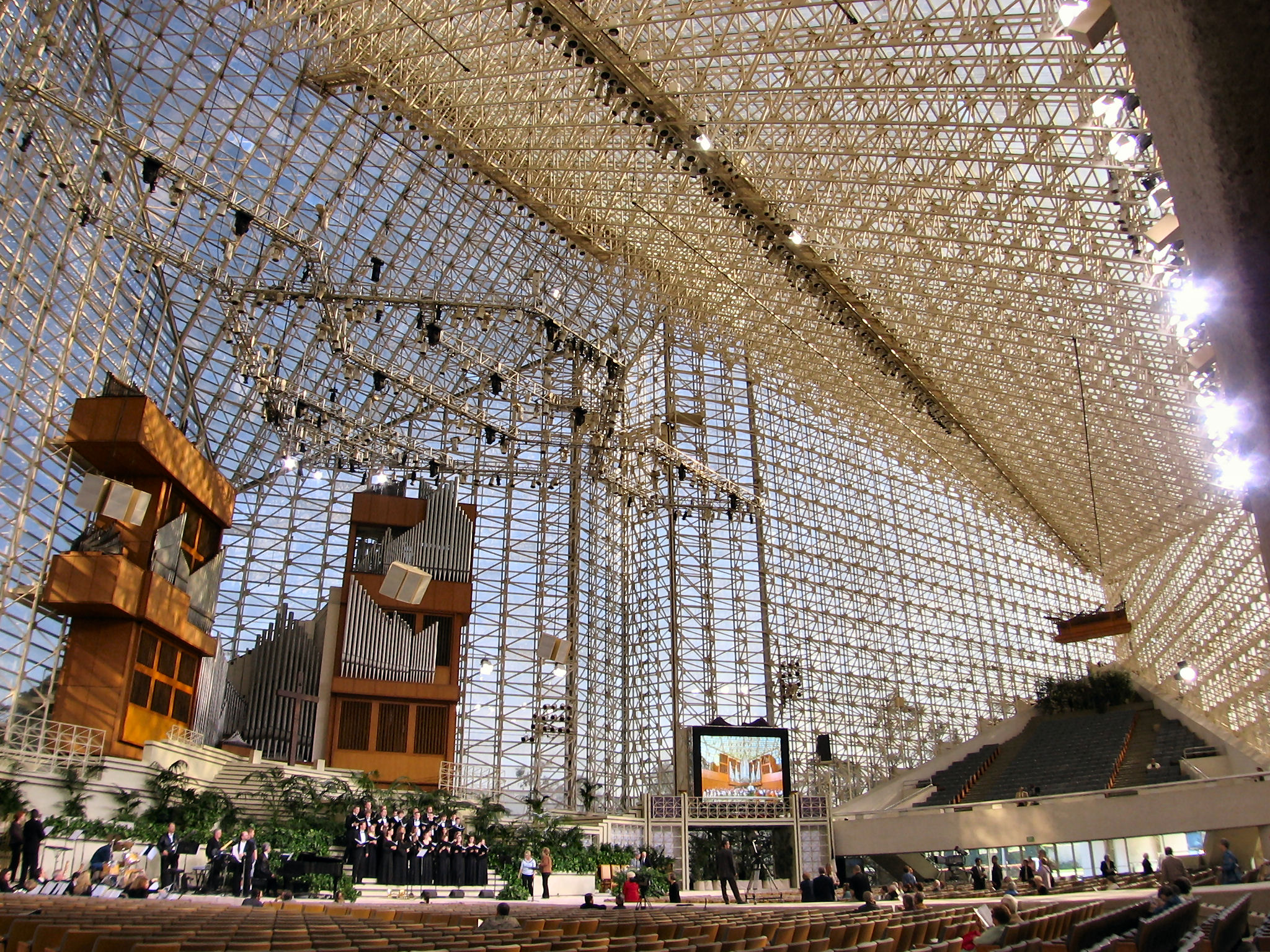
La cattedrale del Cristo a Garden Grove, California

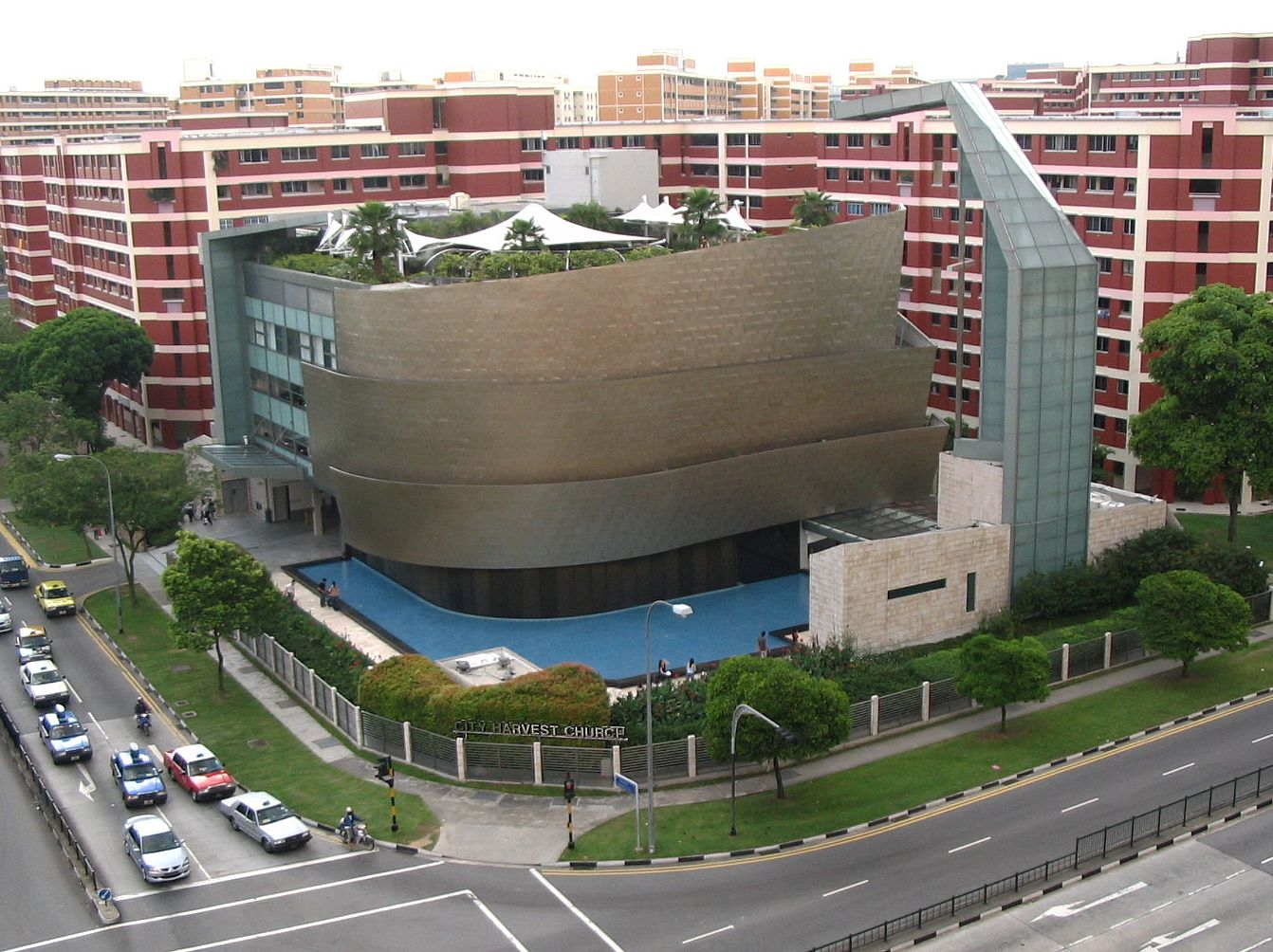
City Harvest Church a Singapore

Il termine megachurch è usato per indicare congregazioni cristiane di orientamento protestante o evangelico di grandi dimensioni, con un minimo di 2000 membri, che offrono anche attività educative e sociali, molto popolari negli Stati Uniti, Australia, Germania, Corea del Sud, Regno Unito, Filippine, Brasile, Singapore, Nigeria e Sudafrica.
Il termine megachurch è anche utilizzato per indicare l'edificio di grandi dimensioni dove la congregazione si riunisce.

## Fondazione
Già alla fine del XIX secolo negli Stati Uniti erano presenti delle congregazioni che riunivano un gran numero di fedeli in un unico edificio, per lo più cattolici, luterani e metodisti. Solo nella metà del XX secolo si cominciò a parlare di megachurch vere e proprie. Agli inizi degli anni ottanta con Rick Warren prima, uomo di profonda fede battista, e molti altri dopo, cominciò il vero "boom" di megachurch. Egli iniziò a raccogliere i fedeli sotto grandi tendoni, ma con il passare degli anni il numero di persone aumentava sempre più, e dopo pochi anni si costruì una vera e propria Chiesa che ospitava servizi annessi: scuole e centro commerciale
Rick Warren è stato decretato come uno degli uomini più ricchi del mondo. Nella sua vita ha scritto molti libri di successo trattanti temi quali: Battesimo, Discepolato, Servizio, Evangelizzazione e Adorazione, che gli hanno fatto guadagnare un livello di fama quasi paragonabile al grande predicatore evangelico Billy Graham.

## Negli Stati Uniti
Negli Stati Uniti nel 2005 c'erano più di 1.200 megachurch con una media settimanale di 4000 fedeli presenti al culto domenicale. La più grande megachurch statunitense è la Lakewood Church di Houston, con 45000 membri, seguita dalla cattedrale del Cristo di Garden Grove che dispone di una chiesa da 2736 posti a sedere. Questa, situata nei pressi di Disneyland, fu commissionata nel 1980 dal telepredicatore Robert Schuller ed in seguito è diventata la sede della diocesi cattolica di Orange.
In quasi tutti gli Stati sono presenti delle megachurch ma la maggior parte di esse si trovano nella Bible Belt: tra California, Texas, Florida e Georgia.
La maggior parte delle megachurch hanno un edificio che fa riferimento ad uno spazio per 2000-50000 persone, e di solito si tiene la funzione religiosa diverse volte al giorno (la domenica) o alla settimana, in modo che il numero di visitatori può essere molto più grande del numero di posti a sedere.
In generale, una megachurch è guidata da un pastore senior che ha visto crescere la chiesa o creata da lui stesso. Il pastore anziano è aiutato da una ventina o più pastori e un numero simile di impiegati amministrativi così come centinaia di volontari. Teologicamente queste chiese tendono ad essere evangeliche. Circa un terzo sono non-denominazionali, mentre i restanti due terzi fanno riferimento ad una denominazione, per la maggior parte battista, pentecostale e metodista.
Sotto, la lista delle megachurch statunitensi con più di 20000 membri.
| Membri | Nome                                | Luogo            | Stato | Fondazione | Senior Pastor    | Movimento           |
| ------ | ----------------------------------- | ---------------- | ----- | ---------- | ---------------- | ------------------- |
| 45 000 | Lakewood Church                     | Houston          | TX    | 1959       | Joel Osteen      | Pentecostalismo     |
| 39 000 | LifeChurch.TV                       | Edmond           | OK    | 1996       | Craig Groeschel  | Evangelicalismo     |
| 31 000 | Prestonwood Baptist Church          | Plano            | TX    | 1977       | Jack Graham      | Southern Baptist    |
| 30 000 | International Covenant Ministries   | Atlanta          | GA    | 1986       | Creflo Dollar    | Non-denominazionale |
| 30 000 | The Potter's House                  | Dallas           | TX    | 1996       | T.D. Jakes       | Pentecostalismo     |
| 29 000 | Christian Cultural Church           | Brooklyn         | NY    | 1979       | A. R. Bernard    | Non-denominazionale |
| 28 000 | First Baptist Church                | Jacksonville     | FL    | 1838       | Mac Brunson      | Southern Baptist    |
| 25 000 | Willow Creek Community Church       | South Barrington | IL    | 1975       | Bill Hybels      | Non-denominazionale |
| 24 000 | Thomas Road Baptist Church          | Lynchburg        | VA    | 1959       | Jonathan Falwell | Southern Baptist    |
| 23 200 | North Point Community Church        | Alpharetta       | GA    | 1995       | Andy Stanley     | Non-denominazionale |
| 23 000 | Greater Allen A.M.E Cathedral       | New York         | NY    | 1816       | Floyde H. Flake  | Metodismo           |
| 22 325 | Second Baptist Church               | Houston          | TX    | 1927       | Ed Young         | Southern Baptist    |
| 22 000 | Southeast Christian Church          | Middletown       | KY    | 1962       | Dave Stone       | Non-denominazionale |
| 22 000 | Central Christian Church            | Henderson        | NV    | ?          | Jud Wilhite      | Non-denominazionale |
| 21 650 | Saddleback Church                   | Lake Forest      | CA    | 1980       | Rick Warren      | Southern Baptist    |
| 21 000 | Gateway Church                      | Southlake        | TX    | 2000       | Robert Morris    | Non-denominazionale |
| 20 300 | New Birth Missionary Baptist Church | Lithonia         | GA    | 1939       | Eddie L. Long    | Southern Baptist    |
| 20 000 | West Angels Cathedral               | Los Angeles      | CA    | 1960       | Charles E. Blake | Pentecostalismo     |
| 20 000 | Fellowship Church                   | Grapevine        | TX    | 1989       | Ed Young         | Southern Baptist    |

## In Brasile
In Brasile, la Chiesa universale del regno di Dio (Igreja Universal do Reino de Deus in portoghese, la Comunità Cristiana dello Spirito Santo così com'è denominata in Italia) nel 2014 è risultata essere la prima in assoluto con più di 6.000.000 di membri, ed oltre 2.000 luoghi di culto presenti in 168 Paesi del mondo. Il loro Tempio di Salomone di 80 mil m² ricostruito interamente non a Gerusalemme ma bensì a São Paulo, iniziato nel 2010 e terminato il 19 luglio del 2014 che è diventato un importante fattore di attrattiva turistica della città brasiliana capitale dell'Estado do São Paulo.

## In Corea del Sud
La megachurch della Corea del Sud con più membri è la Yoido Full Gospel Church (Seul), con un milione di membri. Fu fondata da David Yonggi Cho e Choi Ja-Shil il 15 maggio del 1958. Segue la Manmin Central Church che è una chiesa evangelica internazionale fondata a Seul nel 1982.

## In Nigeria
In Nigeria, T. B. Joshua è il pastore evangelista nigeriano e profeta della Synagogue, Church Of All Nations (SCOAN) (che è la più grande e diffusa chiesa dell'Africa con sede a Lagos, in Nigeria) e fondatore del canale televisivo satellitare nigeriano Emmanuel TV.

## In Australia
In Australia, l'Hillsong Church è una Chiesa evangelica pentecostale, associata alle Chiese Cristiane Australiane e situata a Sydney e a Brisbane. Fondata nel 1983 col nome di Hills Christian Life Centre da Brian Houston e sua moglie Bobbie, si occupa, tramite la casa discografica Hillsong Music Australia, di produzioni musicali di musica cristiana contemporanea.

## A livello mondiale
Sotto, la lista delle megachurch a livello internazionale con più di 40000 membri.
| Membri    | Nome                              | Luogo             | Nazione       | Movimento           |
| --------- | --------------------------------- | ----------------- | ------------- | ------------------- |
| 1 000 000 | Yoido Full Gospel Church          | Seul              | Corea del Sud | Pentecostalismo     |
| 200 000   | Yotabeche Methodist Church        | Santiago del Cile | Cile          | Metodismo           |
| 150 000   | Deeper Life Bible Church          | Lagos             | Nigeria       | Non-denominazionale |
| 120 000   | Elim Church                       | San Salvador      | El Salvador   | Pentecostalismo     |
| 100 000   | Mission Carismatica Internacional | Bogotà            | Colombia      | Non-denominazionale |
| 80 000    | Vision de Futuro                  | Santa Fe          | Argentina     | Non-denominazionale |
| 70 000    | Young Nak Presbyterian Church     | Seul              | Corea del Sud | Presbiterianesimo   |
| 60 000    | Winners' Chapel                   | Ota               | Nigeria       | Pentecostalismo     |
| 50 000    | Yesu Darbar                       | ?                 | India         | Pentecostalismo     |
| 45 000    | Lakewood Church                   | Houston           | Stati Uniti   | Pentecostalismo     |
| 40 000    | Housechurchnet                    | ?                 | India         | Presbiterianesimo   |